# NGC 3621
NGC 3621 ist eine Spiralgalaxie vom Hubble-Typ SBcd im Sternbild Wasserschlange am Südsternhimmel. Die Galaxie ist schätzungsweise 24 Millionen Lichtjahre von der Milchstraße entfernt und hat einen Scheibendurchmesser von etwa 86.000 Lj.
Im Gegensatz zu den meisten anderen Spiralgalaxien verfügt das System nicht über einen zentralen Bulge, also über eine kugelförmige Ansammlung von alten Sternen. Die Galaxie gilt daher als reine Scheibengalaxie, auch Pure-Disc-Galaxie genannt.

Dennoch scheint es im Zentrum von NGC 3621 aber ein aktives supermassereiches Schwarzes Loch zu geben, was man eigentlich nur bei Galaxien mit einem solchen Bulge erwarten würde. Dieses ist aber relativ klein und dürfte eine Masse von rund 20.000 Sonnenmassen nicht überschreiten. 
Dafür gibt es allerdings, und dies ist eine weitere Besonderheit, noch zwei weitere Schwarze Löcher in der Zentralregion der Galaxie mit einigen Tausend Sonnenmassen. 
In den Spiralarmen lassen sich zahlreiche helle Sternentstehungsgebiete mit jungen bläulichen Sternen erkennen. Auch sind die Arme von dichten Schwaden aus dunklem Staub durchzogen.
Das Objekt wurde am 17. Februar 1790 von William Herschel entdeckt.

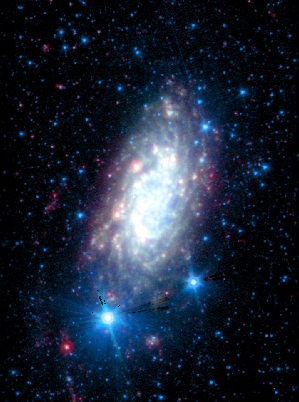
NGC 3621 im Infrarot, aufgenommen mit dem Spitzer-Weltraumteleskop
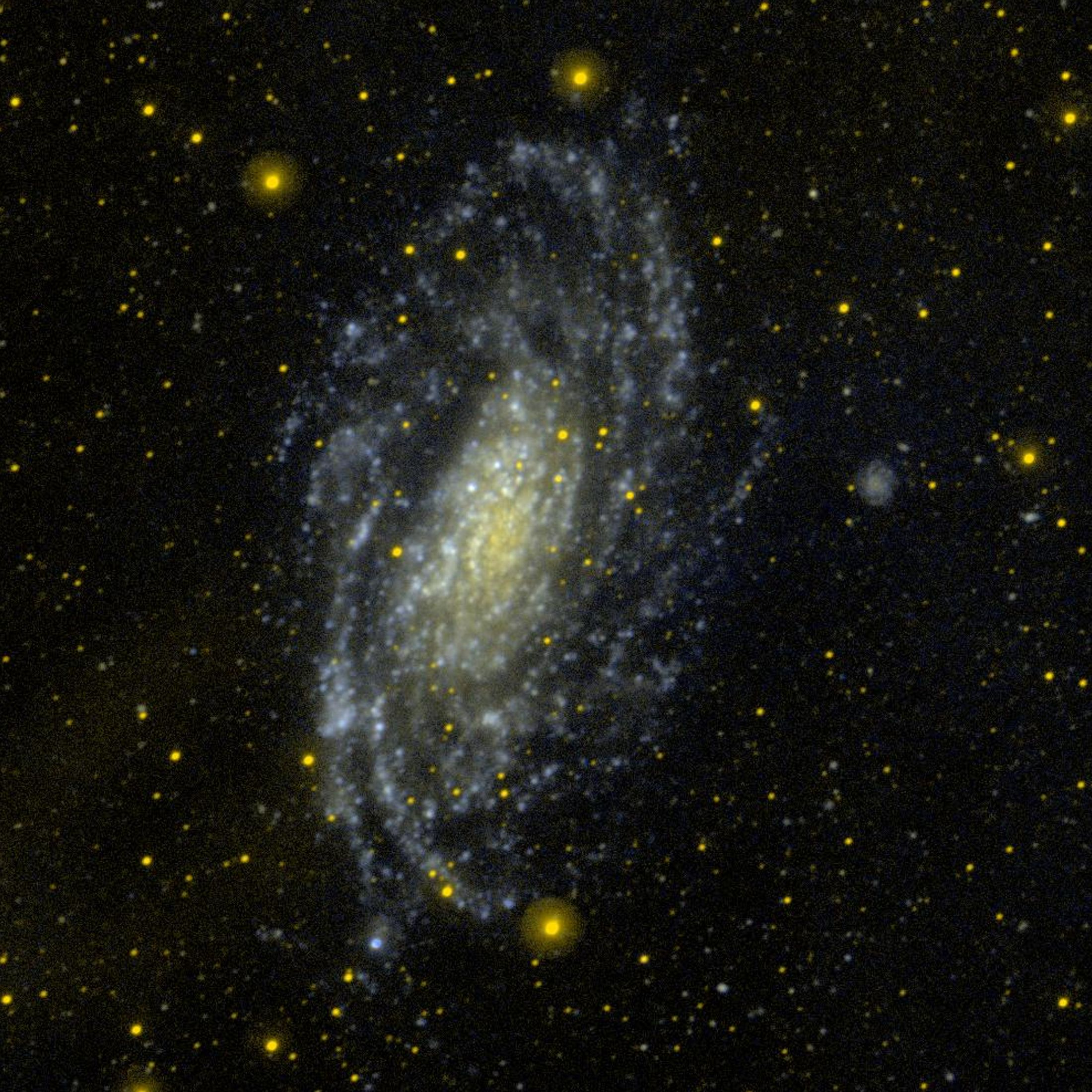
Aufnahme der Ultraviolettstrahlung durch GALEX
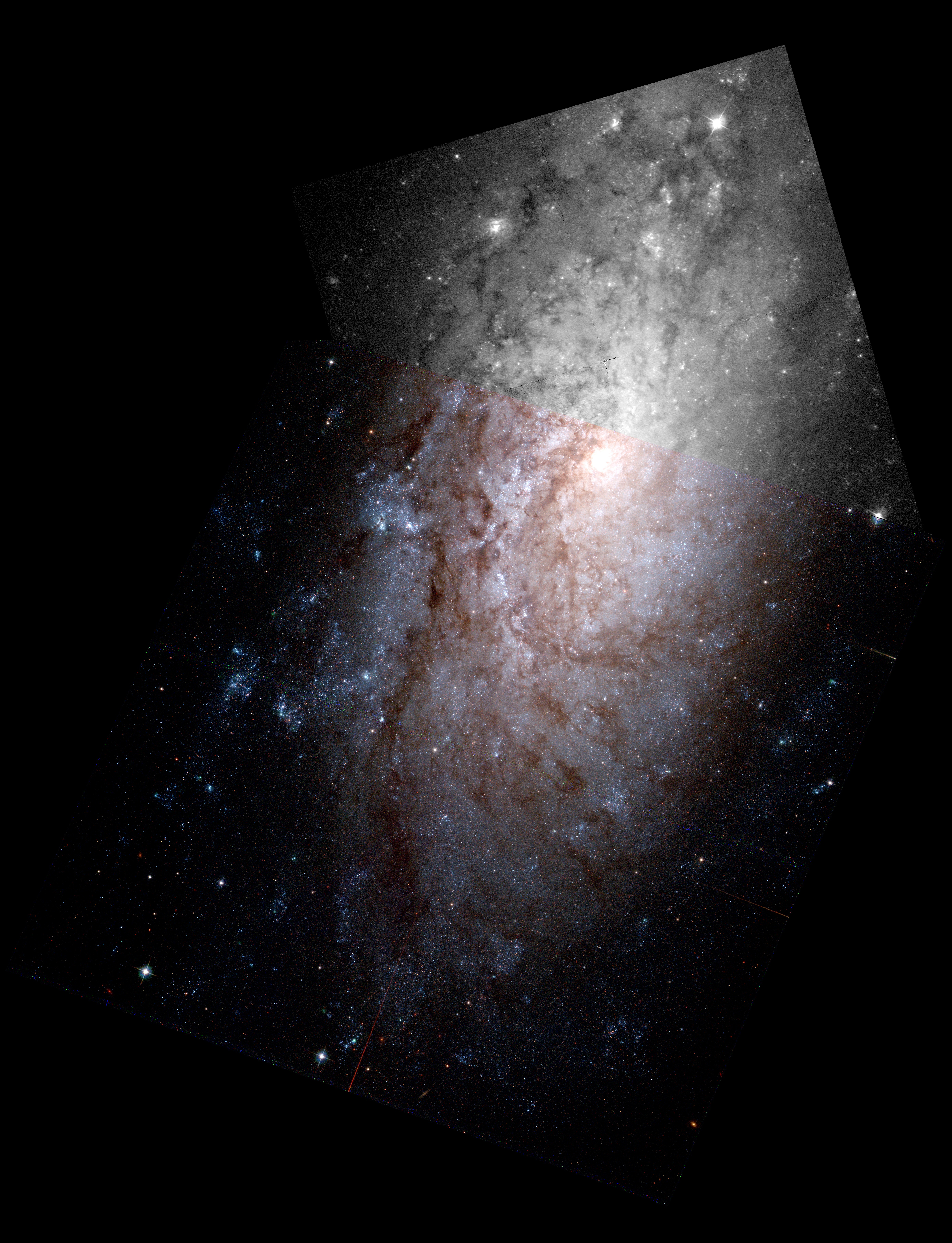
Mosaik hochaufgelöster Aufnahmen des Hubble-Weltraumteleskops
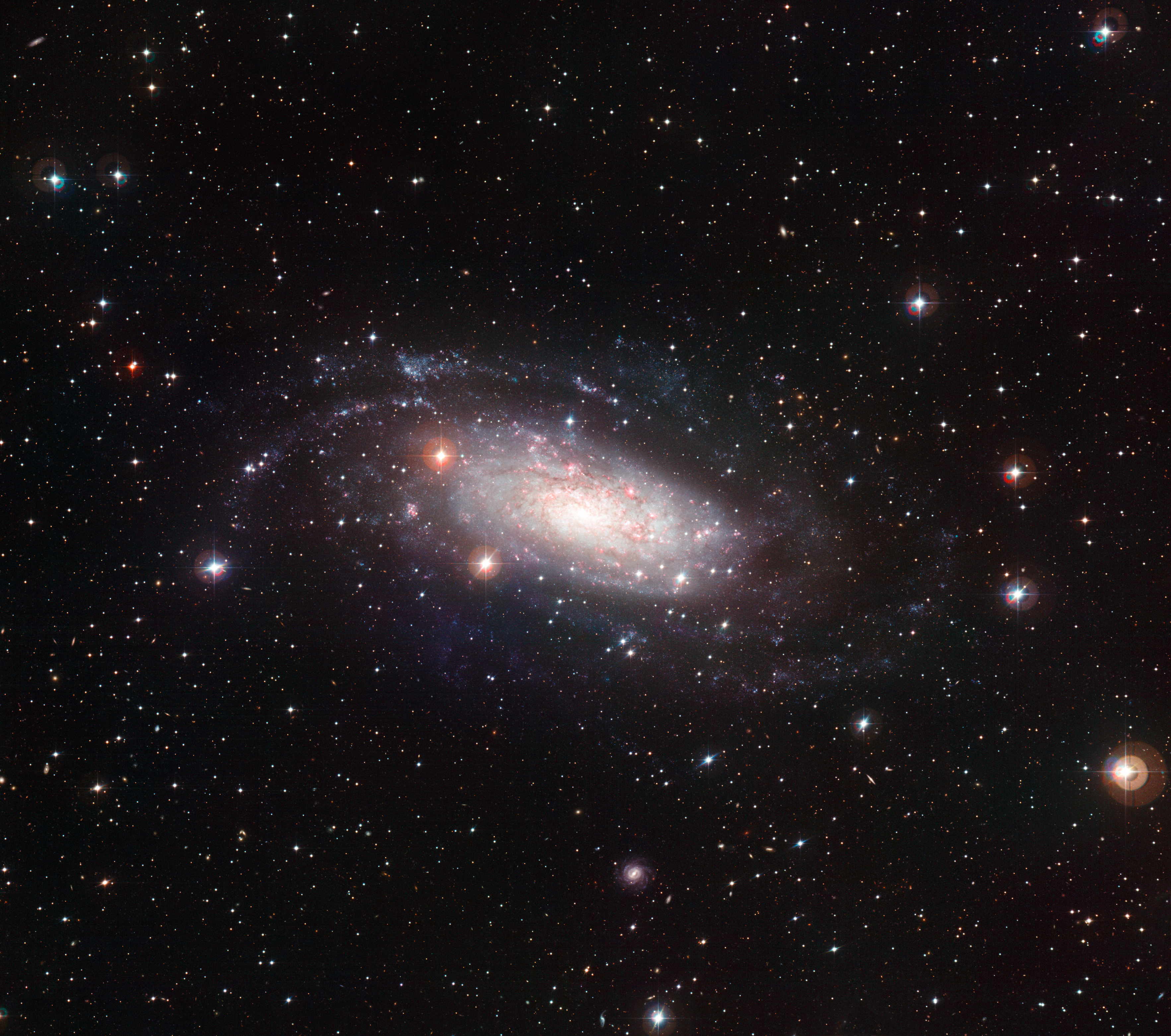
Aufnahme mit dem Wide Field Imager (WFI) am 2,2-m-Teleskop La-Silla-Observatorium